# 千葉市立高浜中学校
千葉市立高浜中学校（ちばしりつ たかはまちゅうがっこう）は、千葉県千葉市美浜区にある公立中学校。
最寄駅は稲毛海岸駅。

## 学校教育目標
- 目的意識をもって学校生活が送れる生徒の育成

## 求める生徒像
1. 自ら意欲的に学び創意工夫に富む生徒（知）
2. 豊かな心を培い自他共栄の精神に富む生徒（徳）
3. 自らの健康管理と心身の鍛錬に努める生徒（体）

## 沿革
- 1979年（昭和54年） - 開校　初代木勢栄作校長着任。第１期工事竣工
- 1980年（昭和55年） - 第2期工事竣工。体育館工事竣工。開校記念式典・校歌制定。プール工事竣工
- 1982年（昭和57年） - 第3期工事竣工。高浜中学校区青少年育成委員会発足
- 1983年（昭和58年） - 第4期工事竣工。第二代杉本實校長着任。校庭西側防球ネット完成
- 1984年（昭和59年） - バックネット完成
- 1985年（昭和60年） - 第5期工事竣工
- 1986年（昭和61年） - 第三代村上繁校長着任
- 1987年（昭和62年） - 第6期工事竣工。関東音楽教育研究大会公開
- 1988年（昭和63年） - 創立10周年記念式典
- 1989年（平成元年） - 第四代入江宏校長着任
- 1990年（平成2年） - 防球ネット改修。避難袋2基設置完成
- 1991年（平成3年） - 戸別受信機設置。第五代小川和也校長着任。格技場工事竣工
- 1992年（平成4年） - コンピュータ室工事竣工。プール塗装工事竣工。グランド整地工事完了（簡易）
- 1993年（平成5年） - 保健室改修工事竣工。第六代篠崎巖校長着任
- 1994年（平成6年） - 体育倉庫改修工事竣工。視聴覚室工事竣工
- 1995年（平成7年） - 蓮池完成。防砂ネット改修。地域ぐるみ教育推進校指定（3年間）。ボランティア活動推進校指定。非常放送施設改修。体育館屋根塗装改修
- 1996年（平成8年） - 体育館通路改修
- 1997年（平成9年） - 学習多目的室改修。第七代石原道男校長着任。ボランティア教育推進校指定（3年間）。音楽室・校長室床カーペット改修
- 1998年（平成10年） - 防災無線設置。創立20周年記念式典
- 1999年（平成11年） - 第八代早乙女徳夫校長着任。体育館床改修
- 2000年（平成12年） - 廊下・階段増灯工事完了。カウンセリングルーム改修。新教育課程推進モデル校指定。正門門扉新設。特別棟通路屋根改修。千葉市教育功労賞受賞
- 2001年（平成13年） - 第九代市原卓校長着任。防砂・防球ネット改修
- 2003年（平成15年） - 耐震工事（8教室）完了。第十代藤原吉明校長着任
- 2004年（平成16年） - 防砂ネット改修。プール濾過器交換。ベランダ手摺改修。千葉市学校保健活動推進校学校賞受賞
- 2005年（平成17年） - 17年度少人数学級研究指定校（千葉県教育委員会）
- 2006年（平成18年） - 第十一代白井雅一校長着任
- 2007年（平成19年） - 第十二代岸本正憲校長着任
- 2008年（平成20年） - 創立30周年記念式典
- 20??年（平成??年） - 第十？代高山幸夫校長着任
- 2014年（平成26年） - 第十？代高見等校長着任

## 部活動
- サッカー
- 野球
- 陸上競技
- バスケットボール
- バドミントン
- ソフトテニス
- 卓球
- 吹奏楽
- ボランティア

## 制服
学ランまたはセーラー服である。